# Bílá u Českého Dubu
Bílá é um município da República Checa localizada no distrito de Liberec, região de Liberec.